# Reguliersbreestraat 1
Reguliersbreestraat 1 is een gebouw in Amsterdam-Centrum.
Het gebouw staat op het Muntplein daar waar het Singel haar verbinding met de Amstel. 
De Regulierspoort over het Singel geeft vanaf de 16e eeuw Amsterdammers de gelegenheid het landelijk gebied in te trekken. De eerste bebouwing hier dateert van laat 16e eeuw als de bebouwing van Amsterdam het Singel oversteekt en hier en daar gebouwen langs de Amstel verrijzen. Op de legerkaart van 1560 van Van Deventer is deze hoek nog niet bebouwd, er staan echter wel een paar molens en panden. Als Pieter Bast rond 1599 met zijn plattegrond komt, zijn er huizen te zien en ook de Reguliersbreestraat. De kruising van straten en waterwegen moet steeds aangepast worden in verband met de verschuiving van scheepvaart naar wegtransport. Zo werd het Rokin steeds verder verbreed ten koste van de Amstel.
In 1888 geeft sigarenwinkel/magazijn J.H. van Hulst opdracht aan architect Evert Breman een gebouw te ontwerpen voor een deel van een kopse hoek aan het Sophiaplein, de toenmalige naam van het Muntplein, met zijvleugels naar de Amstel en Reguliersbreestraat. Breman schreef vervolgens op 7 februari 1888 een aanbesteding uit voor de bouw van een sigarenwinkel met bovenwoning in de stijl van de 19e-eeuwse neorenaissancestijl.
Het gebouw werd op 14 november 2006 benoemd tot gemeentelijk monument in Amsterdam. Aan of op de gevel was toen al jaren allerlei reclame-uitingen te zien, waaronder een in het oog springende groen/gele reclame van de ABN AMRO-bank. Voorgangers van die bank lieten Reguliersbreestraat samensmelten met het buurpand Muntplein 1, zo waren vanaf 1 juli 1963 hier gevestigd een Twentsche Bank in 1964 opgaand in de Algemene Bank Nederland, later opgaand in ABN AMRO.

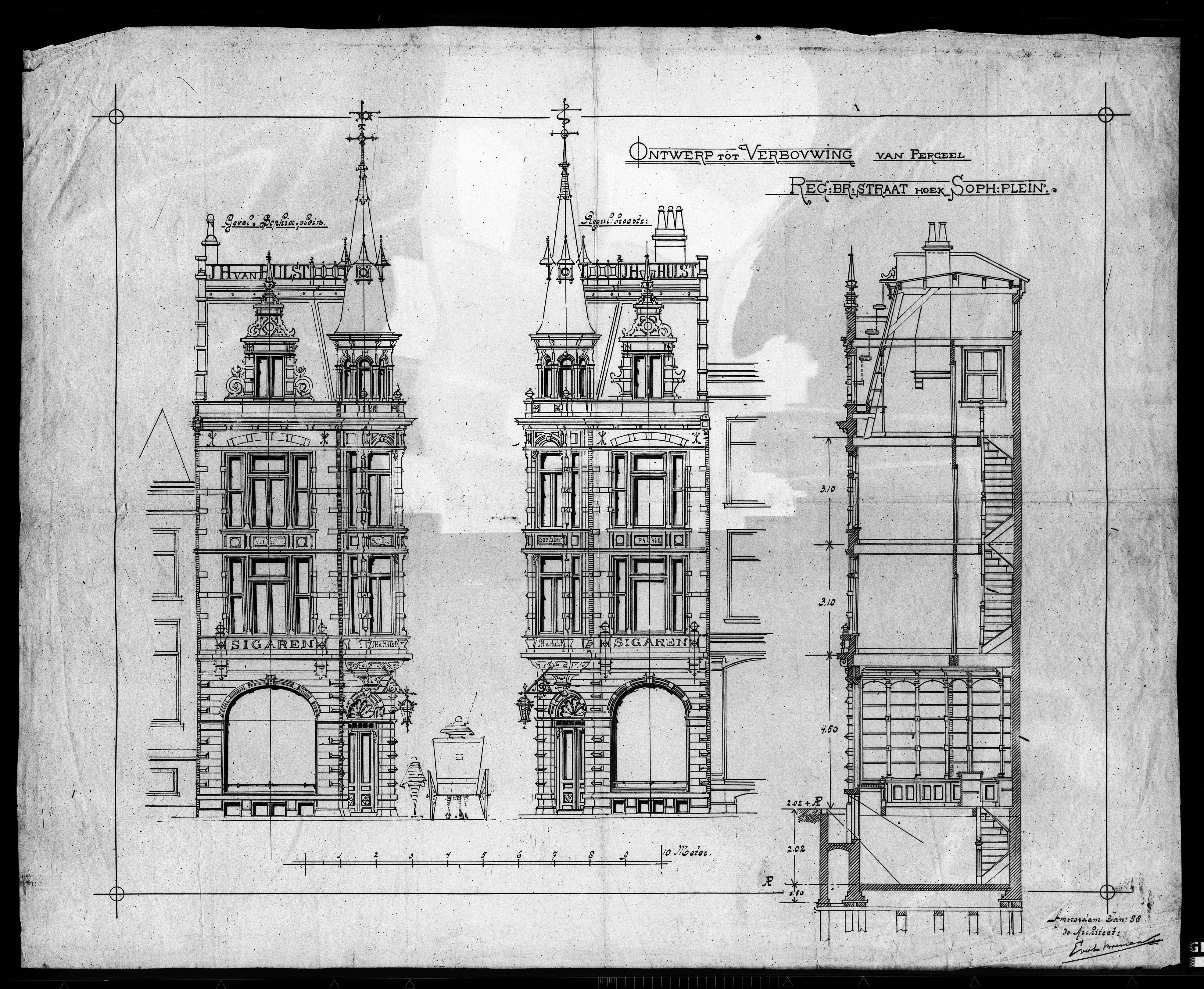
Bouwtekening van Evert Breman